# Van Alstyne
Van Alstyne és una població dels Estats Units a l'estat de Texas. Segons el cens del 2000 tenia 2.502 habitants.

## Demografia
Segons el cens del 2000, Van Alstyne tenia 2.502 habitants, 935 habitatges, i 699 famílies. La densitat de població era de 283,3 habitants per km².
Dels 935 habitatges en un 34,9% hi vivien nens de menys de 18 anys, en un 58,7% hi vivien parelles casades, en un 12,2% dones solteres, i en un 25,2% no eren unitats familiars. En el 22,8% dels habitatges hi vivien persones soles el 12,1% de les quals corresponia a persones de 65 anys o més que vivien soles. El nombre mitjà de persones vivint en cada habitatge era de 2,61 i el nombre mitjà de persones que vivien en cada família era de 3,05.
Per edats la població es repartia de la següent manera: un 27,4% tenia menys de 18 anys, un 7,1% entre 18 i 24, un 28,9% entre 25 i 44, un 20,4% de 45 a 60 i un 16,3% 65 anys o més.
L'edat mediana era de 36 anys. Per cada 100 dones de 18 o més anys hi havia 90,3 homes.
La renda mediana per habitatge era de 39.375$ i la renda mediana per família de 45.188$. Els homes tenien una renda mediana de 36.176$ mentre que les dones 22.063$. La renda per capita de la població era de 17.024$. Aproximadament el 8,3% de les famílies i el 9,7% de la població estaven per davall del llindar de pobresa.

## Poblacions properes
El següent diagrama mostra les poblacions més properes.